# Зона сумрака (ТВ серија из 1959)
Зона сумрака (енгл. The Twilight Zone) америчка је антологијска серија чији је творац и презентер Род Серлинг, која се емитовала од 2. октобра 1959. до 19. јуна 1964. године на мрежи Си-Би-Ес. Свака епизода садржи самосталну причу у којима се ликови суочавају са узнемиравајућим или необичним догађајима, искуством описаним као уласком у „Зону сумрака”, често завршавајући се са преокретом у радњи или наравоученијем. Иако је претежно научнофанстатична, паранормална и кафкијанска дешавања уводе серију у фантастику и хорор. Фраза „зона сумрака”, инспирисана серијом, користи се за описивање надреалних искустава.
У серији су учествовале звезде и млађи глумци који ће касније постати познатији. Серлинг је радио као извршни продуцент и главни писац; написао је деведесет две од сто педесет шест епизода серије. Он је такође водитељ и наратор серије, који презентује монолог на почетку и крају сваке епизоде. Серлингове уводне и завршне нарације резимирају догађаје у епизоди, описујући како и зашто су главни ликови доспели у Зону сумрака.
Зона сумрака се сматра једном од најбољих телевизијских серија свих времена и многе епизоде су телевизијски новинари и критичари укључивали у своје топ листе.

## Развој
До касних 1950-их, Род Серлинг је био истакнуто име на америчкој телевизији. Његове успешне телевизијске представе укључивале су „Шаблони моћи“ (за Крафтов tелевизијски театар) и „Реквијем за тешкаша“ (за Playhouse 90), али сталне измене и едитовања које су правиле мреже и спонзори су фрустрирали Серлинга. У Реквијему за тешкаша, реченица „Да ли имаш шибицу?” морала је да се уклони јер је спонзор продавао упаљаче; други програми су имали сличне измене речи које би гледаоце могле подсетити на конкуренте спонзору, укључујући један случај у којем је спонзор, компанија Форд Мотор, наложила да се уклони Крајслерова зграда са слике хоризонта Њујорка.
Према коментарима у његовој антологији Шаблони из 1957. године, Серлинг је покушавао да се удуби у материјал који је био контроверзнији него што су предлагала његова дела из раних 1950-их. Пример овога је епизода Подне на судњи дан за антологију Сат челика Сједињених Држава 1956. године. У питању је било Серлинговo тумачење одбрамбеног става и потпуног одсуства покајања које је видео у граду на Мисисипију где се догодило убиство Емета Тила. За разлику од оригиналног сценарија који је био уско паралелан са Тиловим случајем, цензори су изместили радњу са америчког југа, а жртва је промењена у јеврејског залагаоничара, и на крају је сведена само на странца у неименованом граду.
Серлинг је сматрао да ће му научнофантастично окружење, са роботима, ванземаљцима и другим натприродним појавама, дати више слободе и довести до мање мешања у процесу изражавања контроверзних идеја него реалистичније поставке. „Временски елемент“ је био Серлингов пилот пројекат из 1957. за његову нову емисију: авантуру путовања кроз време о човеку који се враћа у Хонолулу 1941. и безуспешно покушава да упозори све на предстојећи напад на Перл Харбор. Сценарио је, међутим, одбијен и одложен на годину дана док га продуцент Берт Гранет није открио и продуковао као епизоду серије Desilu Playhouse 1958. године. Емисија је доживела велики успех и омогућила је Серлингу да коначно започне продукцију своје антологијске серије Зона сумрака.
Серлинговo коришћење ироничне судбине у писању Зоне сумрака се сматра значајним за њен успех од стране библиотеке филмских класика Британског филмског института (БФИ), која је навела да су „окрутна равнодушност и неумољивост судбине и иронија поетске правде“ биле теме које се понављају у његовим заплетима.

## Синопсис
Зона сумрака је место које постоји у сваком тренутку времена, простора или ума, али увек када је најмање очекујете. Када се нађете у овом царству неограничене могућности, будите опрезни шта кажете или чините. Права одлука може вам помоћи да пронађете пут назад, понекад уз већу срећу и богатство. Погрешне одлуке често доводе до лудила и смрти, или вечности заробљене у овој димензији.

## Епизоде
| Сезона | Сезона              | Епизоде             | Оригинално емитовање | Оригинално емитовање |
| Сезона | Сезона              | Епизоде             | Премијера            | Финале               |
| ------ | ------------------- | ------------------- | -------------------- | -------------------- |
|        | „Временски елемент“ | „Временски елемент“ | 24. новембар 1958.   | 24. новембар 1958.   |
|        | 1.                  | 36                  | 2. октобар 1959.     | 1. јул 1960.         |
|        | 2.                  | 29                  | 30. септембар 1960.  | 2. јун 1961.         |
|        | 3.                  | 37                  | 15. септембар 1961.  | 1. јун 1962.         |
|        | 4.                  | 18                  | 3. јануар 1963.      | 23. мај 1963.        |
|        | 5.                  | 36                  | 27. септембар 1963.  | 19. јун 1964.        |

## Признања и наслеђе
Зону сумрака су многи телевизијски новинари и критичари сврстали међу најбоље серије свих времена. Године 2002, Зона сумрака је била рангирана на 26. месту на списку 50 најбољих ТВ серија свих времена ТВ водича. Године 2004, она је била рангирана на осмом месту списка топ култних серија свих времена ТВ водича, а прешла је на девето место три године касније. Године 2013, Удружење писаца Америке рангирало ју је као трећу најбоље написану ТВ серију икада, а ТВ водич ју је рангирао као четврту највећу драму, другу највећу научнофантастичну серију, и четврту најбољу серију свих времена. Године 2016, серија је била на седмом месту на Ролингстоновом списку сто најбољих серија свих времена, и била је на 12. месту 2022. години. Магазин Variety је 2023. Зону сумрака поставио на 14. место на својој листи 100 најбољих телевизијских серија свих времена. Године 2024, телевизијски критичар магазина Boston Globe Метју Гилберт је изјавио да је Зона сумрака „шест деценија по свом завршетку и даље најутицајнија серија на телевизији“.
Године 1997, епизоде „Служити човеку” и „То је добар живот” су биле рангиране на 11. и 31. месту на списку сто најбољих епизода свих времена ТВ водича. Серлинг је изјавио да су његове омиљене епизоде серије биле „Освајачи” и „Најзад довољно времена”.

## Награде и номинације
Зона сумрака је номинована за четири награде Еми, од којих је освојила две за Најбољи сценарио драмске серије.
| Година | Такмичење             | Категорија                      | Номинован    | Резултат   |
| ------ | --------------------- | ------------------------------- | ------------ | ---------- |
| 1960.  | Наградe Еми           | Најбољи сценарио драмске серије | Род Серлинг  | Освојено   |
| 1961.  | Наградe Еми           | Најбоља драмска серија          | Зона сумрака | Номинација |
| 1961.  | Наградe Еми           | Најбољи сценарио драмске серије | Род Серлинг  | Освојено   |
| 1962.  | Наградe Еми           | Најбољи сценарио драмске серије | Род Серлинг  | Номинација |
| 1963.  | Награде Златни глобус | Најбољи ТВ продуцент/режисер    | Род Серлинг  | Освојено   |